# اسکو سایرا
اسکو سایرا (فنلاندی: Esko Saira؛ زادهٔ ۱۴ ژوئن ۱۹۳۸) ورزشکار دوگانه اهل فنلاند بود.